# Odraha
Odraha (nep. ओद्राहा) – gaun wikas samiti we wschodniej części Nepalu w strefie Sagarmatha w dystrykcie Saptari. Według nepalskiego spisu powszechnego z 2001 roku liczył on 773 gospodarstw domowych i 4185 mieszkańców (2151 kobiet i 2034 mężczyzn).